# 110ª Brigata fucilieri motorizzata delle guardie
La 110ª Brigata autonoma fucilieri motorizzata delle guardie (in russo 110-я отдельная гвардейская мотострелковая бригада?, 110-ja otdel'naja gvardejskaja motostrelkovaja brigada, unità militare 42600) è un'unità di fanteria meccanizzata delle Forze terrestri russe, subordinata alla 51ª Armata combinata delle guardie del Distretto militare meridionale e con base a Donec'k.

## Storia

### Guerra del Donbass
L'unità è stata costituita il 12 gennaio 2015 come Guardia Repubblicana della RPD per ordine del Capo della Repubblica Popolare di Doneck Aleksandr Zacharčenko. Il 15 agosto la Guardia Repubblicana è stata subordinata al 1º Corpo d'armata della RPD, venendo riorganizzata nella 100ª Brigata fucilieri motorizzata "Guardia Repubblicana" (unità militare 08826). La brigata era composta da 9 gruppi tattici di battaglione di varie dimensioni, due compagnie indipendenti e un battaglione per operazioni speciali, contando in totale fra i 3000 e i 5000 uomini. I suoi reparti hanno preso parte alla guerra del Donbass combattendo alla periferia di Donec'k e difendendo la linea del fronte fra Olenivka e l'aeroporto di Donec'k. La brigata ha inoltre combattuto nella battaglia di Mar"ïnka del 2015 e alla battaglia di Avdiïvka del 2017, dove ha subito gravi perdite fra cui un comandante del 1º Battaglione, Ivan Balakaj.
Dopo il progressimo raffreddamento del conflitto l'unità è rimasta schierata a copertura della città di Donec'k, integrando il 3º e il 4º Battaglione di difesa territoriale (unità militare 08815 e 08823). Il 28 agosto 2020 Denis Pušilin ha conferito alla brigata il titolo di unità delle guardie.

### Guerra russo-ucraina
Con lo scoppio dell'invasione su vasta scala dell'Ucraina da parte della Russia il 24 febbraio 2022 la brigata ha preso parte attiva ai combattimenti a nord e a ovest di Donec'k, ottenendo limitatissimi successi nel corso del primo anno di guerra nell'area del villaggio di Pisky. Alla fine del 2022 tutte le unità della milizia della Repubblica Popolare di Doneck sono state integrate nelle Forze terrestri russe, venendo subordinate all'8ª Armata combinata. Durante questa riorganizzazione la brigata ha cambiato numerazione, assumendo l'attuale denominazione di 110ª Brigata fucilieri motorizzata delle guardie. L'11 dicembre 2022 è stata insignita dell'Ordine della Repubblica Popolare di Doneck.
Nel corso del 2023 la brigata ha combattuto principalmente in direzione di Nevel's'ke insieme alla 9ª Brigata fucilieri motorizzata, senza però riuscire mai a prendere posizione nell'insediamento inizialmente difeso dalla 59ª Brigata motorizzata ucraina, la quale ha invece inflitto gravi perdite ai reparti meccanizzati russi mandati all'assalto in campo aperto. Per mantenere la capacità operativa nel corso del 2023 ha integrato il personale mobilitato del 110º e del 116º Reggimento fucilieri motorizzato (unità militare 34495 e 34499), reclutati sul territorio della Repubblica Popolare di Doneck. A luglio 2023 la brigata è stata inoltre rinforzata dal Battaglione "Kamčatka", costituito da volontari provenienti dall'Estremo oriente russo. Nei primi mesi del 2024 ha continuato ad operare in questo settore, scontrandosi con la 111ª Brigata di difesa territoriale.
All'inizio di maggio 2024, insieme alla 5ª Brigata fucilieri motorizzata, è riuscita ad occupare la parte meridionale della città di Krasnohorivka. Nei mesi successivi le due unità hanno combattuto una dura battaglia per l'insediamento, raggiungendone il centro nella metà di luglio. Dopo ulteriori e violenti combattimenti i soldati della brigata hanno completato, insieme ai reparti della 5ª Brigata, la conquista di Krasnohorivka il 9 settembre 2024. Dal mese di novembre la brigata ha partecipato, insieme ad altre unità dell'esercito russo tra cui la 5ª Brigata fucilieri motorizzata, alla conquista di Kurachove, completata entro la prima settimana di gennaio 2025; la 110ª Brigata è stata menzionata nel comunicato ufficiale del Ministero della difesa russo del 6 gennaio 2025. Immediatamente dopo la cattura dell'insediamento le due brigate sono state trasferite più a nord, nell'area del villaggio di Vozdvyženka. Il 7 giugno 2025 la brigata è stata insignita dell'Ordine di Suvorov per decreto del Presidente della Federazione Russa. Durante l'estate del 2025 la brigata, insieme all'intera 51ª Armata, è stata impiegata negli assalti a nordest di Pokrovs'k e Myrnohrad, in direzione del villaggio di Rodyns'ke. Ad agosto elementi della brigata hanno preso parte alla penetrazione russa a est di Dobropillja, venendo fermati con diverse perdite dai contrattacchi ucraini.

## Struttura
- Comando di brigata[15]
- 1º Battaglione fucilieri motorizzato
- 2º Battaglione fucilieri motorizzato
- 3º Battaglione fucilieri motorizzato
- Battaglione fucilieri "Kamčatka"
- 278º Battaglione fucilieri (unità militare 55363)
- 279º Battaglione fucilieri (unità militare 55364)
- Battaglione corazzato (T-72 e T-64)
- Gruppo d'artiglieria
  - Battaglione artiglieria campale (D-30)
  - Battaglione artiglieria semovente (2S1 Gvozdika)
  - Batteria artiglieria controcarri (MT-12 Rapira)
- Battaglione artiglieria missilistica contraerei (2K22 Tunguska)
- Compagnia ricognizione
- Compagnia genio
- Compagnia manutenzione
- Compagnia logistica
- Compagnia medica

## Comandanti
- "Skif" (2022)[26]